# Утяшева, Римма Амировна
Ри́мма Ами́ровна Утя́шева (род. 3 января 1952, д. Сабай, Буздякский район, Башкирская АССР, РСФСР, СССР) — российский общественный и политический деятель, заслуженный врач Республики Башкортостан. Депутат Государственной думы Федерального собрания Российской Федерации VIII созыва. Член комитета Государственной Думы по охране здоровья. Из-за вторжения России на Украину, находится под международными санкциями Евросоюза, США, Великобритании и ряда других стран

## Биография
Родилась 3 января 1952 года.
В 1975 году окончила Башкирский государственный медицинский институт.
Трудовую деятельность начала в 1975 году врачом-акушером-гинекологом в родильном доме № 1 города Уфы, затем работала в городской клинической больнице № 17.
В 1976—1978 годах — врач-акушер-гинеколог родильного дома № 1.
В 1978—1988 годах — врач-акушер-гинеколог, заведующий отделением, в 1988—2008 годах — заместитель главного врача клинического родильного дома № 4 города Уфы.
С 2013 года — доцент кафедры акушерства и гинекологии Башкирского государственного медицинского университета.
Председатель совета Региональной общественной организации «Национально-культурная автономия татар Республики Башкортостан».
Избиралась депутатом Уфимского городского Совета девятнадцатого, двадцатого созывов, депутатом Совета городского округа город Уфа Республики Башкортостан первого созыва.
С 2008 избирается депутатом Государственного Собрания — Курултая Республики Башкортостан.
19 сентября 2021 года избрана депутатом Государственной Думы VIII созыва.

## Награды
- Орден Дружбы народов
- Почетная грамота Республики Башкортостан.
- Почетный знак Государственного Собрания — Курултая Республики Башкортостан.
- Почетная грамота Министерства культуры Республики Татарстан.
- Заслуженный врач Республики Башкортостан.

## Семья
Замужем, в семье двое сыновей.